# Ignacia Sáenz y Ulloa
Ignacia Sáenz y Ulloa (n. Cartago, Provincia de Costa Rica, 31 de julio de 1800 - f. San Francisco, Estados Unidos, 1873) fue primera dama de Costa Rica de 1822 a 1823 y de 1833 a 1835, durante las administraciones de su esposo. 
Fue hija de Manuel Sáenz y Alvarado, descendiente del Gobernador español Juan Francisco Sáenz Vázquez de Quintanilla y Sendín de Sotomayor y de María Cayetana de Ulloa y Guzmán Portocarrero. El 3 de noviembre de 1822 se casó en Cartago con José Rafael de Gallegos y Alvarado, presidente de la Junta Superior Gubernativa de 1822 a 1823 y jefe de Estado de 1833 a 1835, viudo de Teresa Ramó (Rameau) y Palacios. De este matrimonio nacieron numerosos hijos, entre ellos Rafael Gallegos Sáenz, secretario de Hacienda en 1870; Guadalupe Gallegos Sáenz, esposa de Mariano Montealegre Fernández, y Victoriana Gallegos Sáenz, esposa de Francisco Montealegre Fernández.
Fue una mujer devota y caritativa. En 1856, al regreso de las tropas que habían combatido en la guerra contra los filibusteros de William Walker, prestó gran ayuda a los heridos y enfermos, en unión de su consuegra Gerónima Fernández Chacón, la primera dama Inés Aguilar Cueto de Mora y otras señoras de San José.
Enviudó el 14 de agosto de 1850. En 1872 se trasladó con sus hijos a residir a San Francisco, Estados Unidos, donde falleció en 18 de febrero de 1873.